# Hypocrita phanoptoides
Hypocrita phanoptoides är en fjärilsart som beskrevs av Hans Zerny 1928. Hypocrita phanoptoides ingår i släktet Hypocrita och familjen björnspinnare. Inga underarter finns listade i Catalogue of Life.